# Sandīla
Sandīla är en ort i Indien.   Den ligger i distriktet Hardoi och delstaten Uttar Pradesh, i den centrala delen av landet, 400 km sydost om huvudstaden New Delhi. Sandīla ligger 139 meter över havet och antalet invånare är 53 182.
Terrängen runt Sandīla är mycket platt. Runt Sandīla är det tätbefolkat, med 613 invånare per kvadratkilometer. Sandīla är det största samhället i trakten. Trakten runt Sandīla består till största delen av jordbruksmark.